# Phalotris concolor
Espèce
Phalotris concolor  est une espèce de serpents de la famille des Dipsadidae.

## Répartition
Cette espèce est endémique de l’État du Minas Gerais au Brésil.

## Publication originale
- Ferrarezzi, 1993 : Nota sobre o genero Phalotris com revisao do grupo nasutus e descricao de tres novas especies (Serpentes, Colubridae, Xenodontinae). Memórias do Instituto Butantan, vol. 55, no 1, p. 21-38.